# Joachim (patriarcha Jerozolimy)
Joachim – prawosławny patriarcha Jerozolimy w latach 1431–1450.